# 荣华街街道 (武威市)
荣华街街道，是中国甘肃省武威市凉州区下辖的一个乡镇级行政单位。

## 行政区划
荣华街街道共辖以下地区：
新关村、荣华社区。